# Pseudodebis zimri
Espèce
Pseudodebis zimri est une espèce d'insectes lépidoptères (papillons) de la famille des Nymphalidae et de la sous-famille des Satyrinae et du genre Pseudodebis.

## Dénomination
Pseudodebis zimri a été décrit par Arthur Gardiner Butler en 1869 sous le nom de Taygetis zimri.

### Nom vernaculaire
Pseudodebis zimri se nomme Butler's Satyr en anglais.

## Description
Pseudodebis zimri est un papillon aux ailes postérieures dentelées et au dessus de couleur ocre foncé.
Le revers est en trois bandes ocre et ocre rose pour l'aire postdiscale qui présente à l'aile antérieure une ligne de discrets ocelles pupillés de blanc, alors qu'à l'aile postérieure au moins celui proche de l'angle anal est marron foncé pupillé de blanc.

## Écologie et distribution
Pseudodebis zimri est présent au Mexique, au Guatemala et en Colombie,.

### Protection
Pas de statut de protection particulier.